# Fusine Laghi
Fusine Laghi - un frazione di Tarvisio